# Brunei vasúti közlekedése
Brunei vasúthálózatának hossza 13 km, 610 mm nyomtávú. A vasúthálózatot egy magáncég üzemelteti.

## Vasúti kapcsolata más országokkal
Egyetlen szomszédos országgal sincs vasúti kapcsolata.